# Marc Andrew Mitscher

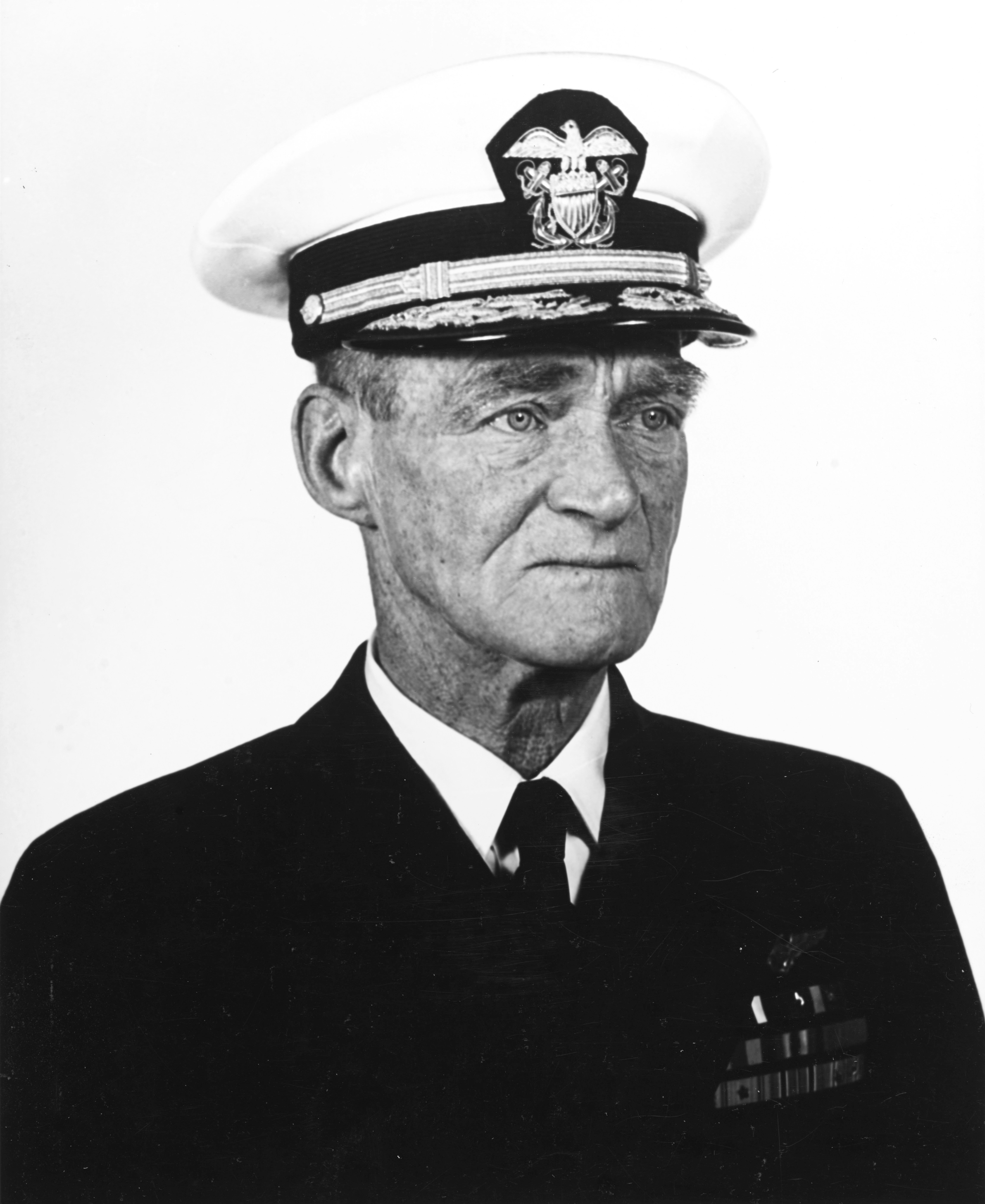
Admiral Marc Andrew Mitscher (1944/45)

Marc Andrew Mitscher (* 26. Januar 1887 in Hillsboro, Wisconsin; † 3. Februar 1947 in Norfolk, Virginia) war ein US-amerikanischer Marineflieger und Admiral. Mitscher war einer der Pioniere der Marinefliegerei; er wurde vor allem als Kommandeur der Task Force 58 bzw. 38 im Pazifikkrieg bekannt, mit der er an fast allen größeren Gefechten im Pazifikkrieg beteiligt war.

## Leben

### Jugend und Ausbildung
Marc Mitscher wurde als Sohn des store managers Oscar August Mitscher und seiner Frau Myrta V. Shear in Hillsboro, Wisconsin geboren. Als am 22. April 1889 das Indianerterritorium für amerikanische Siedler geöffnet wurde, zog auch die Familie Mitscher nach Oklahoma City. 1891 wurde Mitschers Vater zum Bürgermeister von Oklahoma City gewählt und 1900 von Präsident William McKinley zum Indianeragenten ernannt. Da der Vater mit den Schulen in Oklahoma nicht zufrieden war, schickte er seinen Sohn zur Schulausbildung nach Washington, D.C. Vergeblich versuchte Mitscher, an der US-Militärakademie in West Point angenommen zu werden, bis er 1904 durch den republikanischen Kongressabgeordneten Bird Segle McGuire für die US-Marineakademie in Annapolis, Maryland, nominiert wurde. An der Marineakademie schlug sich Oklahoma Pete, wie er sein ganzes Leben lang genannt wurde, als mittelmäßiger bis schlechter Schüler durch. Er hatte Probleme mit der strengen Disziplin, sammelte Tadel und Verweise und verließ schließlich die Akademie ohne Abschluss. Da sein Vater den Abgeordneten McGuire überzeugen konnte, ihn 1906 ein weiteres Mal zu nominieren, graduierte Mitscher 1910 schließlich doch noch – als 108. von 131 Schülern seines Jahrgangs.

### Die Marinefliegerei

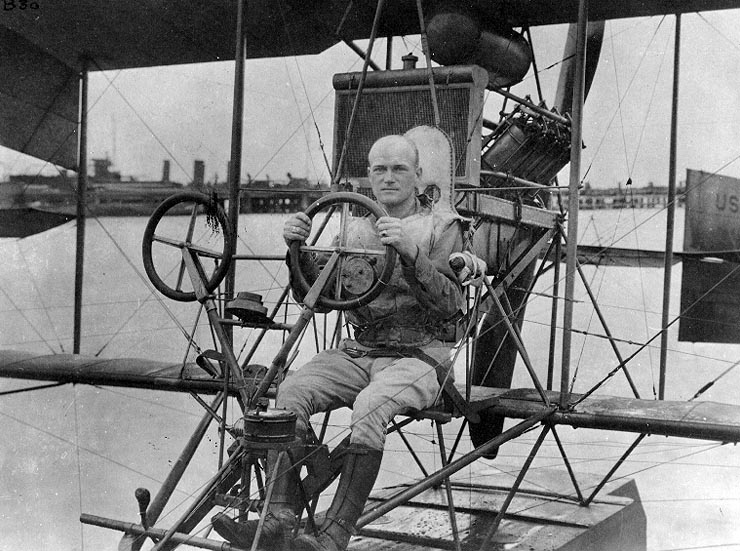
Leutnant zur See Mitscher in einem Wasserflugzeug Typ A, um 1916

Nach dem Abschluss der Marineakademie fuhr Mitscher die vorgeschriebenen zwei Jahre zur See, bevor er am 7. März 1912 zum Leutnant zur See befördert wurde. Im nächsten Jahr heiratete er Frances Smalley aus Tacoma. Die Ehe blieb kinderlos. Nach weiteren Bordkommandos auf verschiedenen Kriegsschiffen wurde Mitscher 1915 zum Oberleutnant befördert und meldete sich dann an der Pensacola Naval Air Station zur Marinefliegerei. Er besuchte die Marineflugschule und fuhr auf der USS North Carolina, die als eines der ersten US-Schiffe ein Wasserflugzeug an Bord hatte. Mitscher erhielt am 2. Juni 1916 als Marineflieger Nr. 33 sein Pilotenabzeichen und nahm an Bord der USS Huntington an Katapultexperimenten teil. Den Ersten Weltkrieg verbrachte er auf verschiedenen Marinefliegerstationen an der Ostküste der USA und, im Juni 1918 zum Lieutenant Commander (dt. Korvettenkapitän) befördert, im Stab des Chief of Naval Operations (Februar 1919).
Im Mai 1919 steuerte Mitscher die NC-1, eines der drei Navy-Curtiss-Wasserflugzeuge, die eine Transatlantiküberquerung von Rockaway, New York, nach Plymouth, England, versuchten. Mitschers NC-1 und die NC-3 mussten kurz vor den Azoren landen und konnten wegen des hohen Seegangs nicht mehr starten, aber die NC-4 (LtCdr Albert Cushing Read) schaffte den ersten Transatlantikflug der Geschichte. Mitscher erhielt für seine Teilnahme an dem Unternehmen das Navy Cross, das erste von dreien.
In den folgenden Jahren diente Mitscher in verschiedenen Verwendungen in der Marinefliegerei und in Stabspositionen. Im Mai 1926 wurde er auf den experimentellen Flugzeugträger Langley versetzt und 1927 wurde er Erster Offizier auf dem Träger Saratoga. Hier wurde ihm am 11. Januar 1928 die Ehre zuteil, das erste Flugzeug, eine Vought UO-1, vom Flugdeck zu starten und wieder zu landen. Im Oktober 1930 wurde er zum Commander befördert und wechselte für drei Jahre zum Naval Bureau of Aeronautics. Nach einer Zeit als Skipper des Flugzeug-Tenders Wright wurde er 1938 zum Captain befördert und Kommandeur des Patrol Wing One. Nach einer weiteren Verwendung als Stabsabteilungsleiter im Bureau of Aeronautics erhielt er am 20. Oktober 1941 das Kommando über seinen ersten eigenen Flugzeugträger, die am selben Tag in Dienst gestellte Hornet.

### Zweiter Weltkrieg

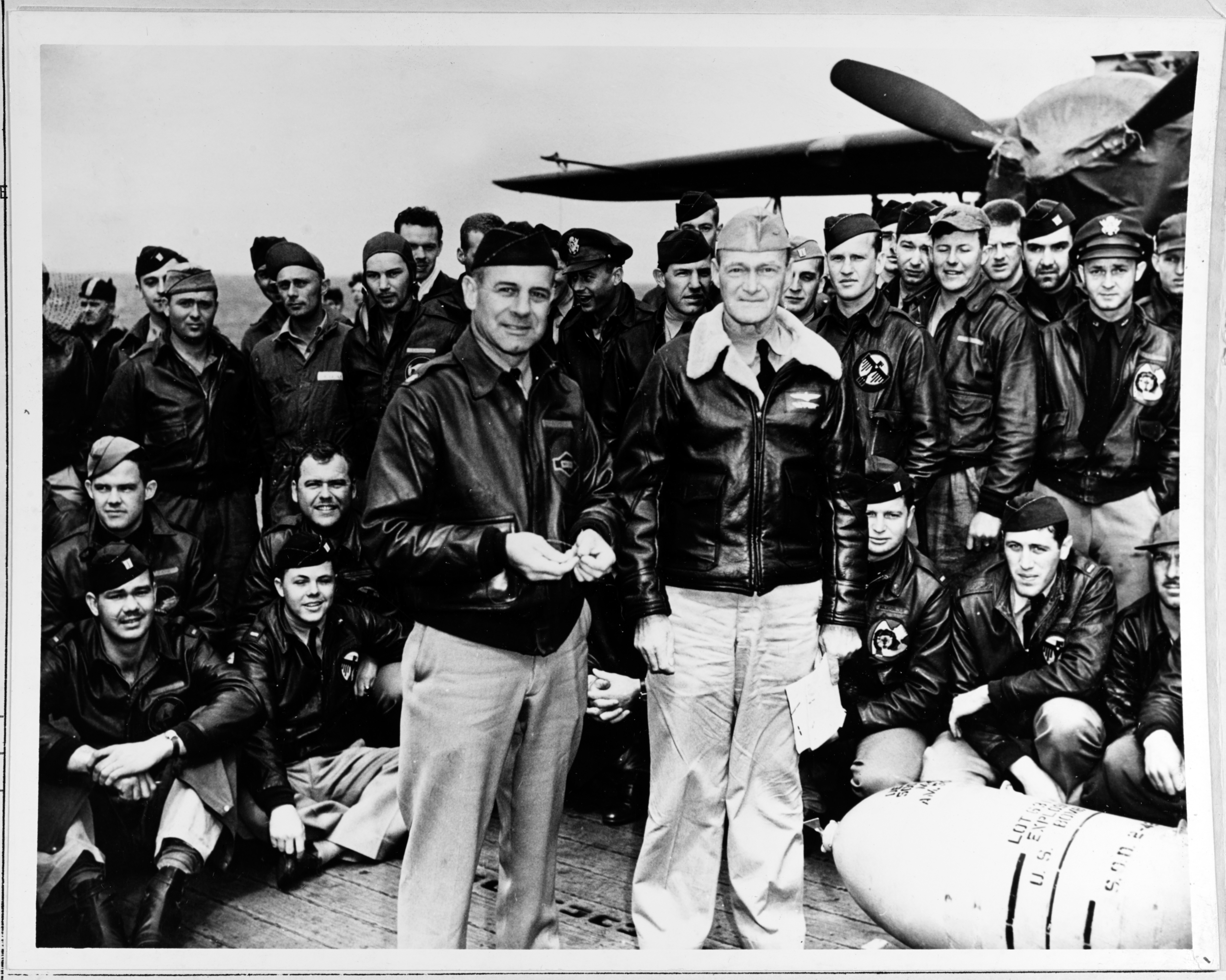
LtCol James Harold Doolittle (li.) und Captain Mitscher (re.) an Bord der Hornet

Im April 1942 wurde die Hornet als Trägerschiff und Ausgangsbasis für den als „Doolittle Raid“ bekanntgewordenen Langstreckenflug, der die Bombardierung Tokios als Ziel hatte, ausgewählt. Das Unternehmen des Luftwaffenoberstleutnants James Harold Doolittle und einer Gruppe von freiwilligen Air-Force-Piloten war so geheim, dass auch Mitscher erst davon erfuhr, als die 16 zweimotorigen B-25-Bomber an Bord kamen. Das Bombergeschwader richtete in Tokio zwar keine großen Schäden an, erzielte aber eine enorme psychologische Wirkung.
Mitscher nahm mit der Hornet an der Schlacht um Midway (4.–7. Juni) teil, bevor er die Hornet am 30. Juni 1942 verließ.
Der am 15. Juni 1942 zum Konteradmiral beförderte Mitscher übernahm vorübergehend die Patrol Force Two auf Hawaii und war von Dezember 1942 bis März 1943 Commander Fleet Air in Nouméa. Im April 1943, in der Schlussphase der Schlacht um Guadalcanal, wurde er Befehlshaber der aus Marine-, Luftwaffen- und Marine Corps-Fliegern und neuseeländischen Einheiten bestehenden Luftstreitkräfte auf den Salomonen (Commander Air, Solomon Islands, ComAirSols). Seinen Verbänden wird die Versenkung von 17 japanischen Schiffen und der Abschuss von 470 Flugzeugen, darunter ein Bomber mit Admiral Isoroku Yamamoto an Bord, zugeschrieben. Im August 1943 wurde der körperlich und mental erschöpfte Mitscher auf einen ruhigeren Dienstposten als Befehlshaber der Marineflieger an der amerikanischen Westküste versetzt (Commander Fleet Air, West Coast).

#### Fast Carrier Task Force38/58

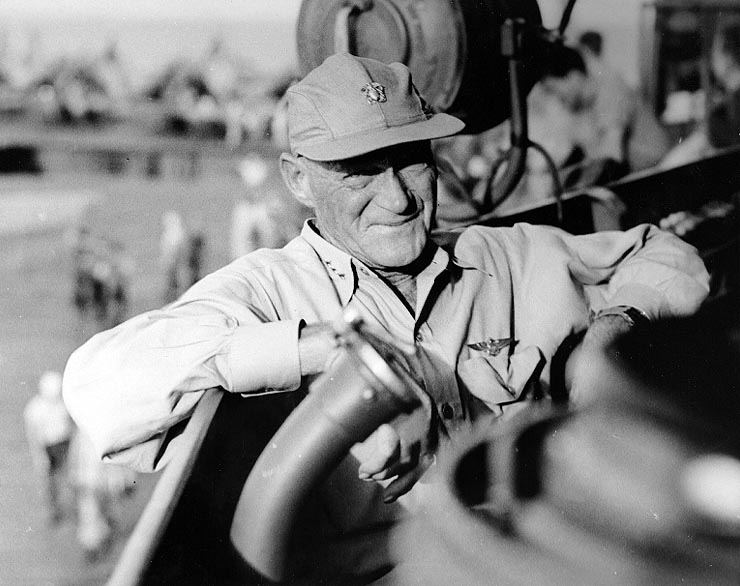
Mitscher an Bord seines Flaggschiffs Lexington, Juni 1944

Als im Dezember 1943 nach einem Nachfolger für den wegen seiner zu zögerlichen Führung in die Kritik geratenen Admiral „Baldy“ Pownall als Führer der Task Force 50 gesucht wurde, fiel die Wahl auf Mitscher, der daraufhin am 5. Januar 1944 in den Pazifik zurückkehrte. Da Mitscher bisher nur einen Flugzeugträger, aber noch keinen Trägerverband geführt hatte, wurde er zunächst nur Befehlshaber der Carrier Division 3 in Admiral Spruance’ 5. Flotte und erhielt das Kommando über die am 6. Januar neuformierte Trägereinsatzgruppe 58 nur temporär. Auf diese Weise hätte man ihn ohne großes Aufsehen auf einen anderen Posten verschieben können, hätte er sich bei dem geplanten Angriff auf die Marshallinseln nicht bewährt. Aber nach der Eroberung der Marshallinseln (→ Operation Flintlock/Catchpole) und des Truk-Atolls (→ Operation Hailstone) im Februar 1944, bei der einer der wichtigsten japanischen Stützpunkte im Pazifik ausgeschaltet werden konnte, hatte Oklahoma Pete seine Prüfung bestanden. Er wurde am 21. März zum Vizeadmiral befördert und erhielt endgültig das Kommando über die schnelle Trägereinsatzflotte im Zentralpazifik, die berühmte Fast Carrier Task Force 58/38 (Commander Fast Carrier Forces, Pacific Fleet).
Die Carrier Task Force, die im Kern aus den modernen Flugzeugträgern der Essex-Klasse, den zwei Vorkriegsträgern Enterprise und Saratoga, und einigen leichten Trägern der Independence-Klasse bestand, war die Hauptstreitmacht der US-Marine in der zweiten Hälfte des Krieges und war an fast allen größeren Gefechten im Pazifik beteiligt. Sie unterstützte die Landungen auf Hollandia und den Marianen und nahm dann mit dem Auftrag, die Landeoperationen auf Saipan zu decken, an der Schlacht in der Philippinensee (19./20. Juni) teil.
Am ersten Tag der Schlacht in der Philippinensee, am 19. Juni 1944, konnten die von Mitschers Trägern gestarteten amerikanischen Flieger insgesamt ca. 450 japanische Trägerflugzeuge abschießen, wobei sie selbst nur ca. 16–30 (die Angaben schwanken je nach Quelle) Maschinen verloren. Wegen der Trefferquote von über 10:1 wurde dieses Ereignis als „Das große Marianen-Truthahnschießen“ (The Great Marianas Turkey Shoot) bekannt.
Mitscher war für seine innovativen Taktiken bekannt, die er gegen Ende des Pazifikkrieges bei einer Serie von Angriffen auf die letzten japanischen Basen anwandte.

### Nach Kriegsende
Kurz vor Kriegsende wurde Mitscher durch John S. McCain abgelöst und nach einem kurzen Urlaub als stellvertretender Chief of Naval Operations für die Marinefliegerei - DCNO (Air) - ins Marineministerium nach Washington versetzt. Am 1. März 1946 übernahm er, zum Vier-Sterne-Admiral befördert, das Kommando über die neuaufgestellte 8. US-Flotte in Norfolk, Virginia und wurde am 20. September desselben Jahres Oberbefehlshaber der Atlantikflotte.
Oklahoma Pete Mitscher starb am 3. Februar 1947 nach einem Herzinfarkt. Sein Grab liegt in Sektion 2 des Nationalfriedhofs Arlington. Seine Witwe Frances Smalley Mitscher wurde nach ihrem Tod 1982 neben ihrem Mann beigesetzt.
Nach Mitscher wurden zwei Zerstörer der Navy benannt, die Mitscher von 1953 und die Mitscher von 1994. Im 2001 erschienenen Film Pearl Harbor wurde er von Michael Shamus Wiles verkörpert.